# エリーザベト・フォン・バイエルン (1443-1484)
エリーザベト・フォン・バイエルン（ドイツ語：Elisabeth von Bayern, 1443年2月2日 - 1484年3月5日）は、ザクセン選帝侯エルンストの妃。

## 生涯
エリーザベトはバイエルン・ミュンヘン公アルブレヒト3世とアンナ・フォン・ブラウンシュヴァイク＝グルベンハーゲン（ブラウンシュヴァイク＝グルベンハーゲン公エーリヒ1世の娘）の娘である。
1460年11月25日にライプツィヒで後にザクセン選帝侯となるエルンストと結婚した。結婚の10年前に婚約しており、婚姻契約書によるとすでに1456年には結婚式が行われていたようである。1471年、マイセンに新しい宮殿が建設され、そこが選帝侯の居城となった。エリーザベトは子供たちの教育、特に科学の教育に対し大きな影響を与えた。エルンストはエリーザベトを心から愛し、結婚生活は幸福なものであった。
エルネスティン家の女主人であったエリーザベトは、長い間患った後、1484年3月5日に41歳で死去した。エリーザベトは晩年は寝たきりで、その介護のために車輪とホイストが付いたベッドが用いられた。息子アルブレヒトも同年に死去し、その2年後に姑マルガレータと夫エルンストが死去した。シュパラティンは、エリーザベトの息子フリードリヒ3世が何度も葬式に参加しなくてはならなかったと記している。

## 子女
エルンストとの間に以下の子女をもうけた。
- クリスティーナ（1461年 - 1521年） - 1478年、デンマーク・ノルウェー・スウェーデン王ハンスと結婚
- フリードリヒ3世（1462年 - 1525年） - ザクセン選帝侯
- エルンスト（1464年 - 1513年） - マクデブルク大司教
- アーダルベルト（1467年 - 1484年） - マインツ大司教
- ヨハン（1468年 - 1532年） - ザクセン選帝侯
- マルガレーテ（1469年 - 1528年） - 1487年、ブラウンシュヴァイク＝リューネブルク公ハインリヒ1世と結婚
- ヴォルフガング（1473年 - 1478年）